# Pere Torrent
Pour les articles homonymes, voir Peret (homonymie) et Torrent.
 (septembre 2009).
Pere Torrent, dit Peret, est un graphiste et affichiste catalan.

## Biographie
En 1998 il obtient le Prix National de Design espagnol.

## Expositions
- 1995, the scream, the word, the whisper, DDD Gallery, Osaka, Japon
- 2001, Qui commande ?, Festival international de l'affiche et du graphisme de Chaumont, France
- 2008, La cosa en sí, Centro de Diseño, Cine y Televisión, México DF, Mexique